# Route nationale 691
Die Route nationale 691, kurz N 691 oder RN 691, war eine französische Nationalstraße, die von 1933 bis 1973 zwischen Treignac und Neuvic verlief. Ihre Länge betrug 61 Kilometer.